# Trinia hispida
Trinia hispida là một loài thực vật có hoa trong họ Hoa tán. Loài này được Hoffm. miêu tả khoa học đầu tiên.

## Hình ảnh

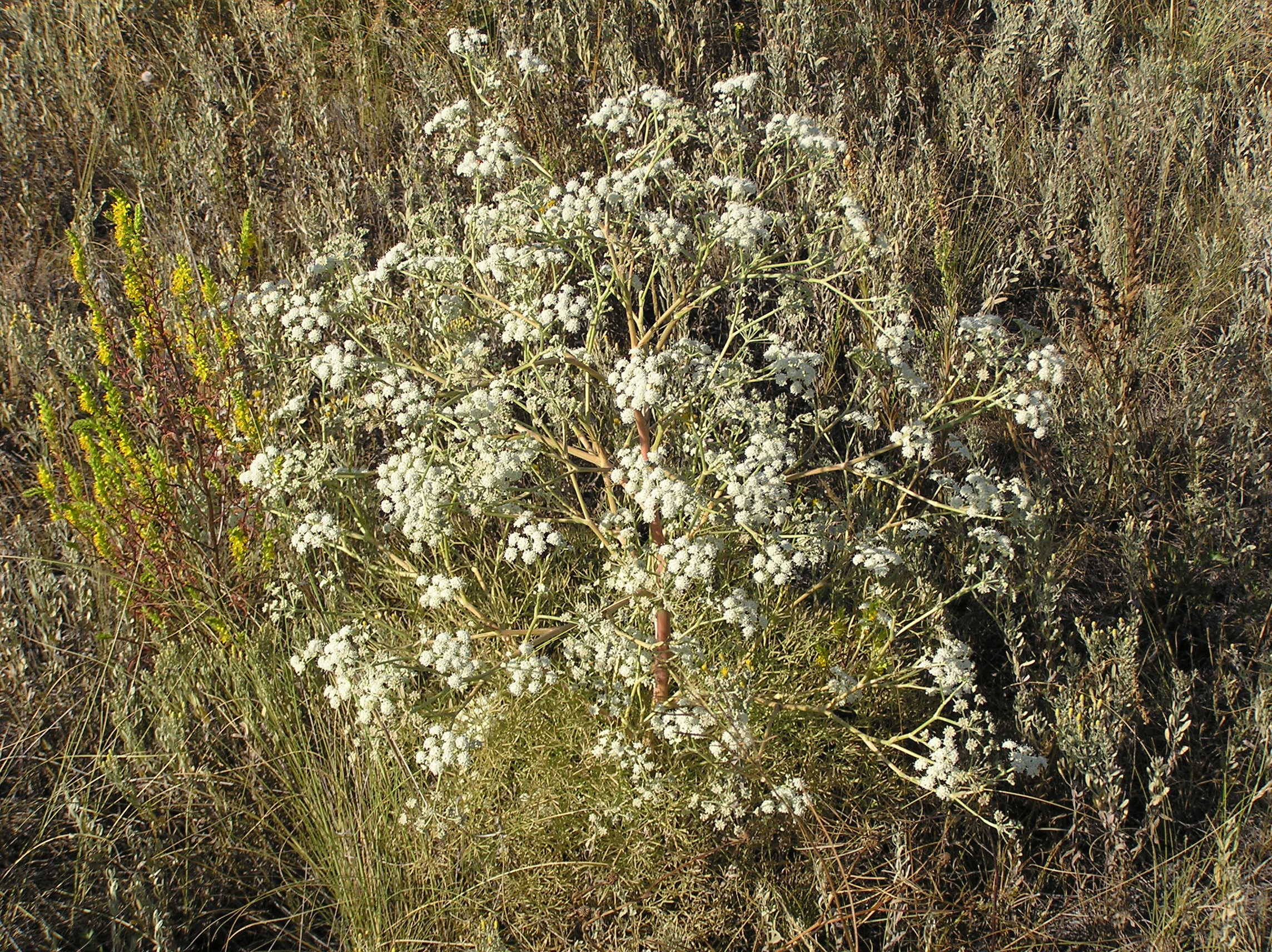